# Felice Santini
Felice Giuseppe Isidoro Maria Santini (Roma, 15 maggio 1850 – Roma, 21 novembre 1922) è stato un medico, militare e politico italiano.

## Biografia
Si laureò in medicina nel 1872 e l'anno successivo entrò a far parte del corpo sanitario della Regia marina, dove avanzò di carriera fino a raggiungere il grado di colonnello medico e, nel 1896, quello di maggiore generale nella riserva. Diresse gli ospedali militari di Napoli e Venezia. Riprese temporaneamente servizio durante la guerra italo-turca a cui partecipò organizzando l'assistenza medica ai feriti a bordo di alcune navi ospedale. 
Entrò in politica nel 1895, divenendo deputato per quattro legislature, sostenitore di Francesco Crispi, e senatore a vita dal 1912.